# El Lápiz Japonés
La revista El lápiz japonés fue una publicación argentina independiente sobre diseño, arte e historietas, que apareció en el Buenos Aires de los años ’90. Se publicaron seis números anuales desde 1993 a 1998.

## Publicación independiente
Ante la desaparición de editoriales en los años '90 y el cierre de la revista Fierro (1992), surgió la necesidad, para muchos autores, de tener un medio donde publicar sus trabajos. 
Sergio Langer y Diego Bianki, inspirados en la revista Raw de Art Spiegelman, concibieron la idea de crear este nuevo medio; más tarde se sumarían Sergio Kern, Ral Veroni y Elenio Pico, ellos formaron el grupo que gestaría el proyecto.
Otras revistas con propósitos similares fueron El Tripero y ¡Suélteme!
Los primeros tres números de El Lápiz Japonés fueron publicados entre 1993 y 1996, a ellos le siguieron el “3 y 1/2”, el 4, el Antidiario, en formato tabloide; unos 50 “Colorín Buc”, pequeñas publicaciones individuales para cada artista, en formato cercano al A6, y finalmente el 4 bis en 1998, donde colaboraron artistas brasileños.
Algunos de los autores que publicaron fueron: Pablo Zweig, Max Cachimba, Jorge Fantoni, Maitena, Mosquil, Alfredo Bugueiro, Pablo Sapia, Máscara, Gabriela Forcadell, Pancu, Ottoyonsonh, Tati, Luis Roca, Elenio Pico, SolRac, Christian Montenegro, el suizo Thomas Ott,  Sergio Langer, Axel Kuschevatzky , Martín Eito y Rapa Carballo, entre otros.

## Problemas legales
En la portada del primer número, que era troquelada, aparecía la imagen de la caja de avena marca Quaker, al desplegarla se observaba al clásico personaje de los cereales junto con una señorita en una situación comprometida y poco decorosa.
Esto ocasionó que “Quacker Oats Company” iniciara contra los editores, un juicio por infracción a la ley de marcas y daño moral.
Este juicio se prolongaría por cuatro años e impediría a los editores volver a reproducir la ilustración.